# Larry Zbyszko
Lawrence Whistler (* 5. Dezember 1951 in Chicago, Illinois), besser bekannt unter seinem Ringnamen Larry Zbyszko, ist ein US-amerikanischer Wrestler. Seine bekannteste Fehde führte er in den frühen 1980ern gegen seinen Mentor, die Wrestling-Legende Bruno Sammartino.

## Karriere

### Frühe Karriere und World Wide Wrestling Federation (1973–1981)
Whistler, der von Bruno Sammartino trainiert wurde, debütierte 1973 als „Face“ unter dem Namen „Larry Zbyszko“, den er zu Ehren des polnisch-amerikanischen Wrestler Stanislaus Zbyszko annahm. Anfangs trat er in der Gegend um Pittsburgh beim ortsansässigen Veranstalter Studio Wrestling auf, erhielt später aber auch Bookings in Vancouver. Bevor er 1975 nach Kalifornien zog, trat er fast drei Jahre lang für die World Wide Wrestling Federation an.
Zbyszko nahm 1976 an der Latin America Wrestling Alliance World Heavyweight Championship teil, die unter dem Veranstalter Jose Azzari in Guatemala-Stadt stattfand. Drei Tage nach dem Ende der Veranstaltung, die Mil Máscaras im Finalkampf gegen Jose Azzari für sich entscheiden konnte, wurden weite Teile Guatemalas durch ein Erdbeben verwüstet.
1976 kehrte Zbyszko zur the WWWF zurück, wo er ein Tag Team mit Tony Garea bildete. Zusammen gewannen sie am 21. November 1978 die WWWF World Tag Team Championships, die sie am 6. März 1979 an die Valiant Brothers abgeben mussten.
Gegen Ende des Jahrzehnts wurde Zbyszko immer unzufriedener damit, dass er seinen Status als Schützling Sammartinos nicht loswurde. Er forderte Sammartino zu einem Match, was er damit begründete, dies sei die einzige Möglichkeit, aus dessen Schatten zu treten. Am 22. Januar 1980 trafen die beiden aufeinander. Sammartino bestimmte weite Teile des Matches, bis er von Zbyszko mit einem Stuhl niedergestreckt wurde. Zbyszko wurde somit zum Heel und Sammartino blieb in einer Blutlache zurück. Nach diesem Match startete ein längeres Fehdenprogramm zwischen den beiden, was Zbyszko den Hass der Fans einbrachte. So wurde er mehrmals als Zuschauer von Fans angegriffen und sein Auto zerstört. Sowohl Freddie Blassie, als auch The Grand Wizard und „Captain“ Lou Albano bemühten sich darum, Zbyszko managen zu können, was dieser jedoch ablehnte. Im Verlauf der Fehde gegen Sammartino begann Zbyszko, sich als „The New Living Legend“ zu betiteln (womit er auf Sammartino Bezug nahm, der oft als „The Living Legend“ bezeichnet wurde). Die Fehde gipfelte in einem Cage-Match am 9. August 1980 bei Showdown at Shea im Shea Stadium in Flushing, New York, das Sammartino vor 36.295 Zuschauern gewinnen konnte.

### National Wrestling Alliance (1981–1983)
Zbyszko verließ 1981 die WWWF und schloss sich der Georgia Championship Wrestling, einem Teil der National Wrestling Alliance, an, wo er anfing, zu behaupten, er habe Bruno Sammartino „in Rente geschickt“ (Sammartino hatte sich 1981 vom Vollzeit-Wrestling zurückgezogen). Nachdem Killer Tim Brooks am 20. März 1983 die NWA National Heavyweight Championship von Paul Orndorff gewinnen durfte, bot ihm Zbyszko 25.000 US-Dollar, damit Brooks ihm den Titel überlasse. Brooks akzeptierte, jedoch wurde der Titel am 30. April des Jahres durch NWA-Präsident Bob Geigel für vakant erklärt und ein Turnier veranstaltet, das Zbyszko durch einen Sieg gegen Mr. Wrestling II am 6. Mai 1983 für sich entscheiden konnte. Diese zweite Titelregentschaft dauerte bis zum 25. September 1983. An diesem Tag musste Zbyszko den Gürtel an Brett Wayne abgeben.

### American Wrestling Association (1984–1987)
1984 wechselte Zbyszko zur American Wrestling Association aus Minneapolis, Minnesota. Er bekam die neu kreierte AWA America's Championship im Januar 1985 zugesprochen und hatte danach ein Fehdenprogramm mit Sgt. Slaughter, der ihm am 21. Juni 1985 den Titel abnehmen durfte.
Es folgte eine Fehde gegen Nick Bockwinkel, in die auf Seiten Bockwinkels auch Ray Stevens und der Boxer Scott LeDoux involviert waren. Am 20. April 1986 verlor Zybszko in einem Boxkampf bei WrestleRock '86 gegen LeDoux und erreichte bei Battle by the Bay am 29. Juni desselben Jahres einen Double Count out.
Nachdem Zbyszko Curt Hennig dabei geholfen hatte, Nick Bockwinkel um die AWA World Heavyweight Championship zu besiegen, indem er ihm eine Rolle mit Geldmünzen gab, mit der Hennig dann Bockwinkel niederschlug, wurde er durch die AWA offiziell „auf Lebenszeit“ suspendiert. Als Bockwinkel kurz darauf seinen Rückzug aus dem aktiven Wrestling erklärte, rühmte sich Zbyszko damit, sowohl Bockwinkel, als auch Smmartino „in Rente geschickt“ zu haben.

### National Wrestling Alliance (1987–1989)
1987 trat Zbyszko Jim Crockett Promotions bei und durfte im Januar 1988 die NWA Western States Heritage Championship gegen Barry Windham gewinnen. Später wurde er unter dem Manager Gary Hart in ein Tag-Team mit Al Perez gesteckt, das gegen Kendall Windham und Dustin Rhodes fehdete.
Zu dieser Zeit forderte Hart Titelmatches um den NWA World Title sowohl für Zbyszko, als auch für Perez. Auch Ringsprecher Jim Ross vertrat die Meinung, dass beide in der Lage wären, Ric Flair den Titel abzunehmen. Allerdings erhielt keiner der beiden ein Match, da Crockett Promotions bald unter einem neuen Eigentümer standen und weder Zbyszko, noch Perez eine neue Storyline erhielten. Zbyszko kündigte und wechselte im Februar 1989 zurück zur AWA. Die Western States Heritage Championship, welche Zbyszko zu diesem Zeitpunkt noch innehatte, wurde eingestellt.

### American Wrestling Association (1989–1990)
Am 7. Februar 1989 nahm Zbyszko an einer 18-Mann-Battle Royal um die vakante AWA World Heavyweight Championship teil, die er am Ende gegen Tom Zenk für sich entscheiden konnte.
Zbyszko verteidigte den Titel unter anderem gegen Wahoo McDaniel, Sgt. Slaughter, Greg Gagne und David Sammartino, bevor er ihn am 10. Februar 1990 an Mr. Saito abgeben musste. Am 8. April erhielt er den Gürtel zurück und hielt ihn bis zu seinem Wechsel in die WCW im Dezember 1990. Die Championship wurde ihm von der AWA aberkannt, die 1991 Insolvenz anmelden musste.

### World Championship Wrestling (1990–2001)
Im Dezember 1990 kehrte Zbyszko zur NWA zurück. Zuerst teamte er mit Terrence Taylor, tat sich aber im Sommer 1991 mit Arn Anderson unter dem Tag-Team-Namen Enforcers zusammen. Nachdem Scott Steiner, eine Hälfte der WCW World Tag Team Champions, verletzt ausfiel, wurden die Titel für vakant erklärt und ein Turnier veranstaltet. Am 5. September konnten Zbyszko und Anderson ihre Finalgegner Rick Steiner und Bill Kazmeier besiegen und erhielten so die Tag-Team-Titel.
Beim Halloween Havoc, begannen die Enforcers eine Fehde gegen Barry Windham und Dustin Rhodes, in deren Verlauf sie Windhams Hand brachen, indem sie sie in einer Tür einquetschten. Infolge dieser Aktion gab sich Zbyszko den Beinamen „Cruncher“. Windham wurde durch Ricky Steamboat ersetzt. Am 19. November 1991 mussten die Enforcers ihre Titel an Steamboat und Rhodes abgeben.
Im Dezember 1991 schlossen sich die Enforcers Paul E. Dangerouslys Dangerous Alliance an, der auch Rick Rude, „Stunning“ Steve Austin, Bobby Eaton und Madusa angehörten. Sie fehdeten gegen Ricky Steamboat, Dustin Rhodes, Barry Windham, Nikita Koloff, Sting und den WCW World Heavyweight Champion Ron Simmons. Bei WrestleWar 1992: WarGames, verlor die Dangerous Alliance in einem „WarGames match“, nachdem Zbyszko unabsichtlich Eaton in den, von den Schutzpolstern befreiten, Ringpfosten warf, weswegen Eaton schmerzbedingt aufgeben musste. Als Folge wurde Zbyszko aus der Alliance genommen und zum ersten Mal seit 1980 wieder zum Face. Es folgten kurze Auseinandersetzungen gegen Austin und Eaton, bevor Zbyszko sich vom Vollzeit-Wrestling zurückzog und das Kommentatorenteam ergänzte. Als Kommentator begann Zbyszko sich als „The Living Legend“ zu bezeichnen, da vielen WCW-Fans seine Fehde gegen Bruno Sammartino unbekannt war.
Ab März 1994 führte Zbyszko an der Seite von Dusty Rhodes und Gordon Solie WCW Pro. Bald darauf forderte Lord Steven Regal Zbyszko wieder in den Ring. Diesem nahm Zbyszko am 2. Mai 1994 die WCW World Television Championship ab, musste sie aber am 23. Juni wieder an Regal abgeben.
1996 kam Zbyszko zum Kommentatorenteam von WCW Monday Nitro, wo er mit Tony Schiavone die jeweils erste Stunde moderierte. 1997 wurde Zbyszko vom nWo-Mitglied Scott Hall herausgefordert, lehnte aber ab. Zbyszko blieb über das Jahr 1997 am Mikrofon, fungierte allerdings in einigen Matches von Hall und der nWo als Referee. Bei StarrCade 1997 kehrte Zbyszko in den Ring zurück. Im Zuge einer Storyline um die Kontrolle über WCW Monday Nitro nahm er an einem Match gegen Eric Bischoff teil, in dem Bret Hart als Referee fungierte. Dieses Match gewann Zbyszko und erhielt offiziell das Sagen bei Nitro.
In den folgenden Jahren trat Zbyszko nur noch selten im Ring an, unter anderem gegen Curt Hennig in einem Retirement Match, das Hennig gewann. Im Jahr 2000 trat er zusammen mit Terry Funk, Arn Anderson und Paul Orndorff gegen die neu formierte nWo an, kehrte danach aber bis zum Verkauf der WCW an die World Wrestling Federation im März 2001 ans Kommentatorenpult zurück.

### Independent (2001–2005)
Nach dem Verkauf der WCW bestritt Zbyszko einige Matches für Dusty Rhodes’ Turnbuckle Championship Wrestling.
2001 forderte Zbyszko die WWE auf, Chris Jericho nicht weiter als „The Living Legend“ zu bezeichnen, da diese Bezeichnung laut Common Law ihm, Zbyszko, zustünde. Nachdem die WWE sich weigerte, dieser Aufforderung nachzukommen und Eigner Vince McMahon selbst Jericho als „The Living Legend“ während einer TV-Übertragung ankündigte, ging Zbyszko gegen die WWE vor Gericht. Zusätzlich forderte er McMahon zu einem Shoot Fight beim World Wrestling All-Stars Pay-per-View 2002.
Am 2. März 2002 gewann Zbyszko die USA North American Heavyweight Championship der Liga USA Championship Wrestling aus Nashville, Tennessee von Chris Harris, der ihm den Titel am 30. März wieder abnahm. Bei WrestleReunion am 27. August 2005 trat Zbyszko gegen Diamond Dallas Page in einem Match an, dessen Voraussetzung dahingehend lautete, dass Zbyszko, sollte er das Match gewinnen, fünf Minuten im Ring gegen den bereits 69-jährigen Bruno Sammartino bekäme. Page knockte Zbyszko mit seinem „Diamond Cutter“ aus und zog ihn auf sich, was Zbyszko den Sieg durch Pinfall verschaffte. Sammartino betrat darauf den Ring und traktierte den bewusstlosen Zbyszko solange mit Tritten und Schlägen, bis er aus dem Ring entfernt wurde.

### Total Nonstop Action Wrestling (2003–2006)
Zbyszko debütierte am 15. Januar 2003 bei Total Nonstop Action Wrestling, als er eine Rede, in der er den Roster ermahnte, die Tradition zu wahren. Damit begann eine Fehde gegen AJ Styles, der nicht auf Zbyszkos Ermahnung einging. Schließlich kam es zu einem Match, dessen Regeln besagten, dass Zbyszko, sollte Styles nicht in der Lage sein, ihn innerhalb zehn Minuten zweimal zu pinnen, dessen Manager werde. Styles konnte nur einen Pinfall erreichen, sodass Zbyszko kurzzeitig sein Manager wurde, bis Booker Vince Russo diesen Angle fallen ließ und Zbyszko die Liga verließ.
Zbyszko kehrte am 23. Juni 2004 zurück, um Ron Killings während dessen Fehde mit Jeff Jarrett zu unterstützen.
Zusammen mit Harley Race und Terry Funk bildete Zbyszko das „Championship Committee“, das bei einem Draw als Resultat der in der Regel auf 10 Minuten Dauer limitierten TNA Impact!-Matches einen Gewinner benennen sollte. Da ein solcher Draw aber in der Praxis äußerst selten ist, wurde das „Championship Committee“ mit der Zeit immer weniger eingesetzt und schließlich aufgelöst.
Im Februar 2005 trat Zbyszko Planet Jarrett, Jarrett's dominantem Heel-Stable, bei. Einige Wochen später wurde er aus der Storyline geschrieben.
Bei TNA Slammiversary 2005 wurde der zurückkehrende Zbyszko zum „Director of Authority“ ernannt, womit er Dusty Rhodes ersetzte. Als erste Amtshandlung nahm er Jeff Jarrett aus dem King of the Mountain-Match dieses Abends und besetzte den so freigewordenen Platz mit Raven. Bei TNA Sacrifice 2005 beantwortete er Jarretts Forderung nach einem Match um die NWA World Heavyweight Championship mit der Auflage, Jarrett solle sein Titelmatch bekommen, wenn er sein Tag-Team-Match gewinne. Sollte er jedoch verlieren, bekäme er für die Dauer eines Jahres kein Titelmatch zugesprochen. Da allerdings nicht Jarrett, sondern dessen Partner Rhino den Sieg errang, wurde keine der beiden Bedingungen wirksam.
Bei TNA Lockdown 2006 überreichte die an diesem Abend debütierende Christy Hemme dem Kommentator Mike Tenay einen Umschlag mit einer Nachricht des „TNA Management“, die besagte, dass Zbyszko unter Bewährung gestellt wurde, während der durch Zbyszkos Einmischung zuvor gefeuerte Raven wieder eingestellt wurde. Bei TNA Victory Road 2006 verlor Zbyszko ein Hair versus Hair-Match gegen Raven. Nach einem verlorenen Loser leaves Company-Match gegen Eric Young bei Bound for Glory 2006 wurde Zbyszko aus der TNA entlassen.

### Independent (2007 bis heute)
Zbyszko kehrte in den Independentbereich zurück und beanspruchte die AWA Superstars of Wrestling World Heavyweight Championship von AWA Superstars of Wrestling für sich. Er behauptete, dass ihm der Titel seit Mitte 2007 rechtmäßig zustehe. Kurz darauf nahm das Direktorium der AWA Superstars of Wrestling Masato Tanaka die Championship ab. Zbyszko legte über seinen neuernannten „Repräsentanten“ Mister Saint Laurent und seine Anwälte Dokumente vor, die beweisen sollten, dass er den Titel nach der Pleite von Verne Gagnes American Wrestling Association 1991 nicht verloren hatte. Nach einigen Überlegungen und Einsicht in die Dokumente über den Bankrott, stimmte die AWA mit Zbyszko überein. Daher erhielt Zbyszko die AWA Superstars of Wrestling World Heavyweight Championship. Er verlor sie im April 2008 in einem Three-Way-Match an Brian Logan. Dritter Teilnehmer dieses Matches war Ricky Landell.
Am 22. März 2008 wurde Larry Zbyszko durch deren Entwickler Jack Blaze in die XWF Hall of Fame eingeführt. Die XWF wurde später in LPW (Legends Pro Wrestling) umbenannt.
Nachdem sich vier Territorien von der AWA Superstars of Wrestling abspalteten, um zusammen mit Championship Wrestling of Tennessee die neue Liga American Wrestling Affiliates zu gründen, wurde Zbyszko wieder zum AWA Superstars World Heavyweight Champion. Hintergrund dazu war, dass Brian Logan seinen Titel samt Gürtel bei der Abspaltung mitnahm und die AWA Superstars den damaligen Titelwechsel daraufhin nicht mehr anerkannte. Zbyszko gab den Titel am 11. Oktober 2008 an Ricky Landell ab, nachdem er sein Buch Adventures in Larryland bei ECW Press veröffentlicht hatte.
2009 nahm Full Impact Pro Zbyszko als Direktor des FIP Championship Komitees unter Vertrag.
Am 29. Januar 2009 nahm Zbyszko an einer ROH-Show teil, bei der er gegen Scotty 2 Hotty antrat.
Seit März 2010 tritt Zbyszko in Live-Events von WFX auf, wo er regelmäßige Auftritte als „Interim Commissioner“ hat.
Zbyszko besiegte im November 2010 Palmer Canon in einem Match um die All Out Mayhem Heavyweight Championship.
Im März wurde bekannt, dass sich Chris Jericho in seinem Buch kritisch über Zbyszkos Fähigkeiten als Ringkommentator geäußert hatte. Als dies Zbyszko bekannt wurde, forderte er Jericho wiederholt auf, ihm das persönlich ins Gesicht zu sagen und bezweifelte seine Männlichkeit in einem Internetvideo. In einem anderen Video bemerkte Zbyszko, er sehe den Grund für Jerichos Respektlosigkeit darin, dass dieser den Beinamen „The Living Legend“ in der WWE nicht führen dürfe, weil sich Zbyszko diesen schützen ließ.

## Titel und Errungenschaften
- American Wrestling Association
  - AWA America's Heavyweight Championship (2×)
  - AWA World Heavyweight Championship (2×)[5]
  - AWA World Six-Man Tag Team Championship mit Chasyn Rance und Seth Springer

- AWA Superstars of Wrestling
  - AWA Superstars of Wrestling World Heavyweight Championship[6]

- Georgia Championship Wrestling
  - NWA National Heavyweight Championship (2×)[7]

- Jim Crockett Promotions / World Championship Wrestling
  - NWA Western States Heritage Championship[8]
  - WCW World Tag Team Championship mit Arn Anderson[9]
  - WCW World Television Championship[10]

- Legends Pro Wrestling

- XWF/LPW Hall of Fame (Class of 2008)

- NWA Hollywood Wrestling
  - NWA „Beat the Champ“ Television Championship[11]

- New England Pro Wrestling Hall of Fame
  - Class of 2010.

- Pro Wrestling Illustrated
  - PWI Match of the Year (1980)
  - PWI Most Hated Wrestler of the Year (1980)
  - PWI Rookie of the Year (1974)
  - PWI Tag Team of the Year (1991) mit Arn Anderson
  - PWI platzierte ihn auf #38 unter den 500 besten  Einzel-Wrestlern in der PWI 500 1991[12]
  - PWI platzierte ihn auf #105 unter den 500 besten Einzel-Wrestlern in „PWI Years“ 2003[13]

- Southern Championship Wrestling
  - SCW Southern Tag Team Championship mit Mister Saint Laurent

- USA Championship Wrestling
  - USA North American Heavyweight Championship

- World Wide Wrestling Federation
  - WWWF Tag Team Championship mit Tony Garea[14]

- Wrestling Observer Newsletter awards
  - 5 Star Match (1991) mit Ric Flair, Barry Windham und Sid Vicious gegen Brian Pillman, Sting, Rick Steiner und Scott Steiner (24. Februar, WrestleWar 1991)
  - 5 Star Match (1992) mit Rick Rude, Steve Austin, Arn Anderson und Bobby Eaton gegen Nikita Koloff, Barry Windham, Ricky Steamboat, Sting und Dustin Rhodes  (17. Mai, WrestleWar 1992)
  - Best Heel (1980)
  - Feud of the Year (1980) vs. Bruno Sammartino
  - Most Improved Wrestler (1980)